# Kościół Wszystkich Świętych w Łososinie Górnej
Kościół Wszystkich Świętych w Łososinie Górnej – zabytkowa drewniana świątynia rzymskokatolicka z XVIII wieku, znajdująca się na terenie dzielnicy Limanowej-Łososina Górna.

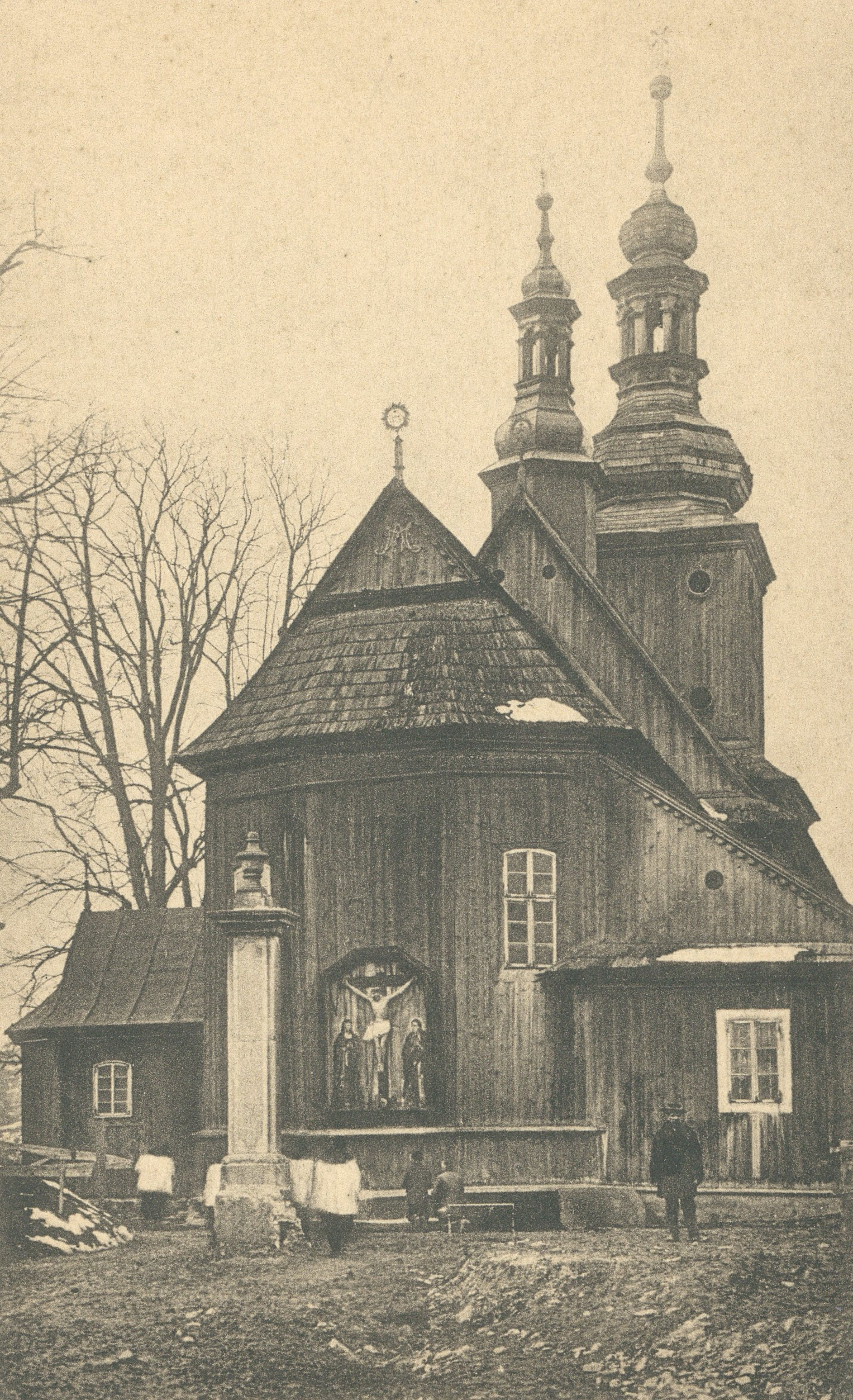
Widok kościoła około 1915

## Historia
Drewniany kościół został zbudowany w 1778 na bazie wcześniejszych obiektów sakralnych, w tym kościoła z XV wieku. Od tego czasu był wielokrotnie przebudowywany i remontowany. Ostatni większy remont miał miejsce w 2008 roku, kiedy to pokryto dach blachą miedzianą.

## Architektura i wnętrze
Kościół jest drewniany, z wieżą na planie kwadratu, wielobocznie zamkniętym prezbiterium i dwiema kaplicami bocznymi. Wejście główne znajduje się pod wieżą.
Wnętrze świątyni przykryte jest płaskim stropem.

## Wyposażenie

### Ołtarze
Ołtarz głównybarokowy, pochodzący z 1873 roku. Znajduje się w nim XVIII-wieczny obraz Matka Boża z Dzieciątkiem, który jest przysłaniany obrazem Wszyscy Święci adorujący Trójcę Świętą. Powyżej umieszczono również niewielki wizerunek Przemienienie Pańskie.
Ołtarze bocznerokokowe:
- ołtarz z figurą Matka Boska z Dzieciątkiem oraz obrazem Święty Józef z Jezusem
- ołtarz ku czci Najświętszego Serca Pana Jezuska, z wizerunkiem św. Mikołaja w zwieńczeniu
- ołtarz św. Tomasza
- ołtarz Miłosierdzia Bożego

### Ambona
Ambona rokokowa, misternie zdobiona, pochodząca z XIX wieku.

### Chrzcielnica i kropielnica
Pochodząca z 1535 roku kamienna chrzcielnica jest najcenniejszym elementem wyposażenia kościoła. Wykonana jest w stylu gotyckim. Z tego samego okresu pochodzi również zabytkowa kropielnica.

### Polichromia
Zarówno ściany jak i strop kościoła pokrywa figuralna i ornamentalna polichromia, wykonana w 1882 przez Antoniego Miklasińskiego i odnowiona w 1958 przez Andrzeja Chojkowskiego. Do najciekawszych jej elementów należą:
- Wniebowzięcie Najświętszej Marii Panny
- Sąd Ostateczny
- Ukoronowanie Matki Bożej
- Król Dawid grający na lutni
- Adoracja Matki Bożej z Dzieciątkiem przez św. Izydora - święty ubrany jest w tradycyjny strój limanowski.

### Dzwon
Na wieży kościoła znajduje się zabytkowy dzwon o imieniu "Święty Andrzej", odlany w 1520 roku. Waży 178 kg; jego średnica to 66 cm, a wysokość klosza ok. 54 cm. Z racji wielkiej wartości historycznej, nie został zabrany przez Austriaków w czasie I wojny światowej ani poddany rekwizycji przez Niemców w czasie II wojny światowej. Z racji złego stanu technicznego od kilkudziesięciu lat nie był używany. W kwietniu 2022 dlatego po otrzymaniu stosownych pozwoleń dzwon odrestaurowano i przywrócono do użytku. 12 kwietnia o godzinie 16:45 został poświęcony przez biskupa Stanisława Salaterskiego.